# Lomtjärnen (Mangskogs socken, Värmland)
Lomtjärnen är en sjö i Arvika kommun i Värmland och ingår i Göta älvs huvudavrinningsområde.